# Allie Bertram
Allie Bertram (ur. 23 czerwca 1989) – kanadyjska aktorka filmowa i telewizyjna. Znana jest głównie z roli Mimmi w australijskim serialu Mako Mermaids: Syreny z Mako. Karierę aktorską rozpoczęła w 2009 roku.

## Wybrana filmografia
| Rok       | Tytuł                        | Rola                 | Uwagi                 |
| --------- | ---------------------------- | -------------------- | --------------------- |
| 2009      | Być jak Erica                | Dziewczyna w kabinie | Rola gościnna         |
| 2010      | Nie z tego świata            | Dziewczyna           | Rola gościnna         |
| 2010      | Tajemnice Smallville         | Zoe                  | Rola gościnna         |
| 2011      | Sucker Punch                 | Tancerka             | Pierwsza rola filmowa |
| 2012      | Fringe: Na granicy światów   | Pixie                | Rola gościnna         |
| 2013–2014 | Świry                        | Helen/Jurorka#5      | 2 odcinki             |
| 2013–2016 | Mako Mermaids: Syreny z Mako | Mimmi                | Główna rola           |